# Malilait
Malilait ist ein osttimoresischer Suco im Verwaltungsamt Bobonaro (Gemeinde Bobonaro).

## Geographie
Malilait liegt im Nordwesten des Verwaltungsamts Bobonaro. Nördlich befindet sich der Suco Atu-Aben, nordöstlich der Suco Soileco, östlich der Suco Lourba, südlich der Suco Bobonaro und westlich der Suco Ritabou, der zum Verwaltungsamt Maliana gehört. Der Südostspitze Malilaits fließt entlang der Grenze zum Suco Bobonaro der Fluss Loumea. In ihn mündet aus Malilait kommend der Mabesi, der sich mit seinen Quellflüssen tief in die Berge des Sucos eingräbt, sodass sich die Besiedlung an den nördlichen und westlichen Rand drängt. Im Norden erhebt sich der Harare (Lage), ein Berg mit 894 m Höhe. Malilait hat eine Fläche von 5,27 km² und teilt sich in die drei Aldeias Malilu, Malilait und Taimea. Taimea im Norden nimmt dabei gut zwei Drittel der Fläche des Sucos ein, während die anderen beiden Aldeias sich den Süden teilen. In den Südwesten hinein reicht Bobonaro, der Hauptort des Verwaltungsamtes. Hier befindet sich auch der Sitz des Sucos. Malilait und Malilu grenzen als Vororte an den größten Ort der Region. Durch den Westen und Norden des Sucos führt die Überlandstraße von Maliana nach Carabau, an der die größeren Siedlungen Taimeas liegen. Die beiden Dörfer im Norden heißen Grotu und Harare. Nordöstlich davon liegt Colobete. Im Westen liegt Taimea. Das Dorf Gumer im Nordosten liegt zur Hälfte im Suco Lourba.
In Grotu befindet sich eine Grundschule, die Escola Cineza (tetum Escola Sineza). In der Grotte von Malilait (Gruta Malilait), westlich vom Ort Bobonaro ist eine Statue der Jungfrau Maria aufgestellt.

## Einwohner
In Malilait leben 1.362 Einwohner (2022), davon sind 643 Männer und 719 Frauen. Im Suco gibt es 272 Haushalte. Etwa 70 % der Einwohner geben Tetum Prasa als ihre Muttersprache an. Jeweils 15 % sprechen Bunak oder Kemak.

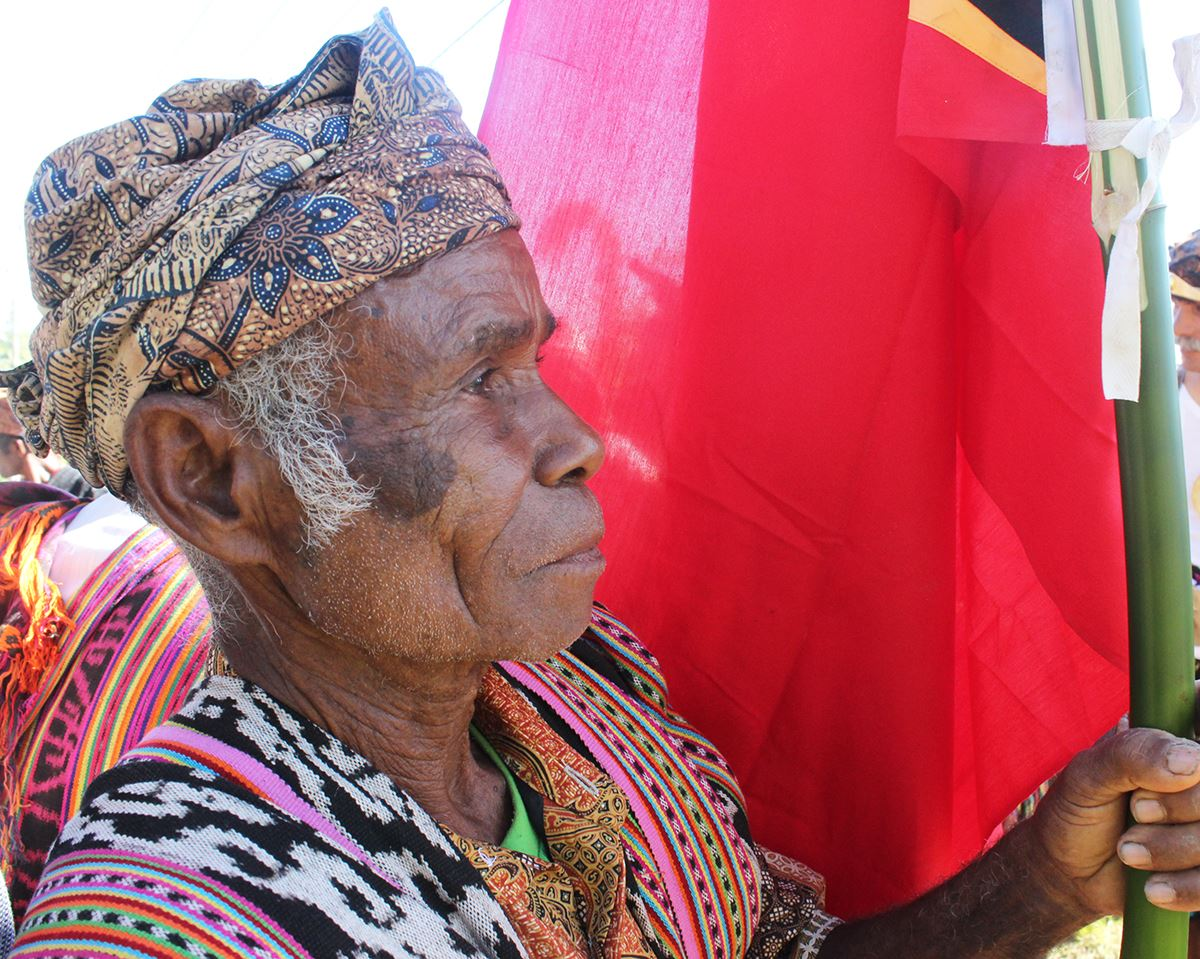
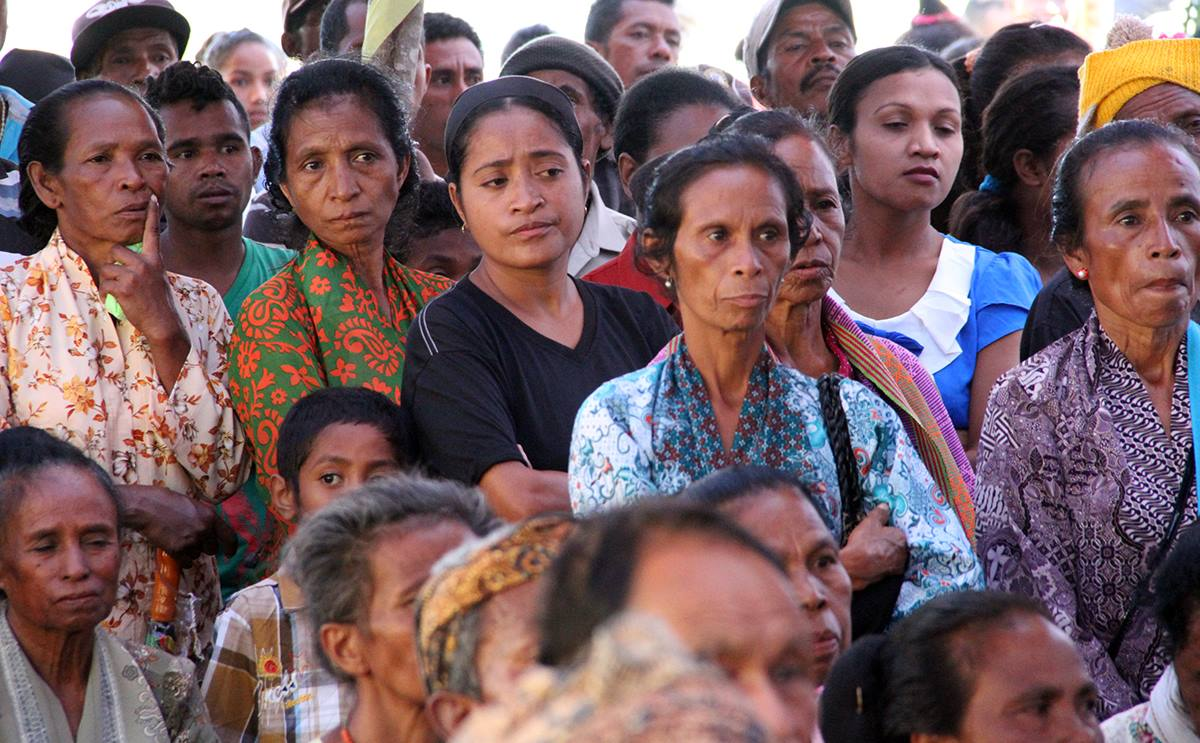

## Politik

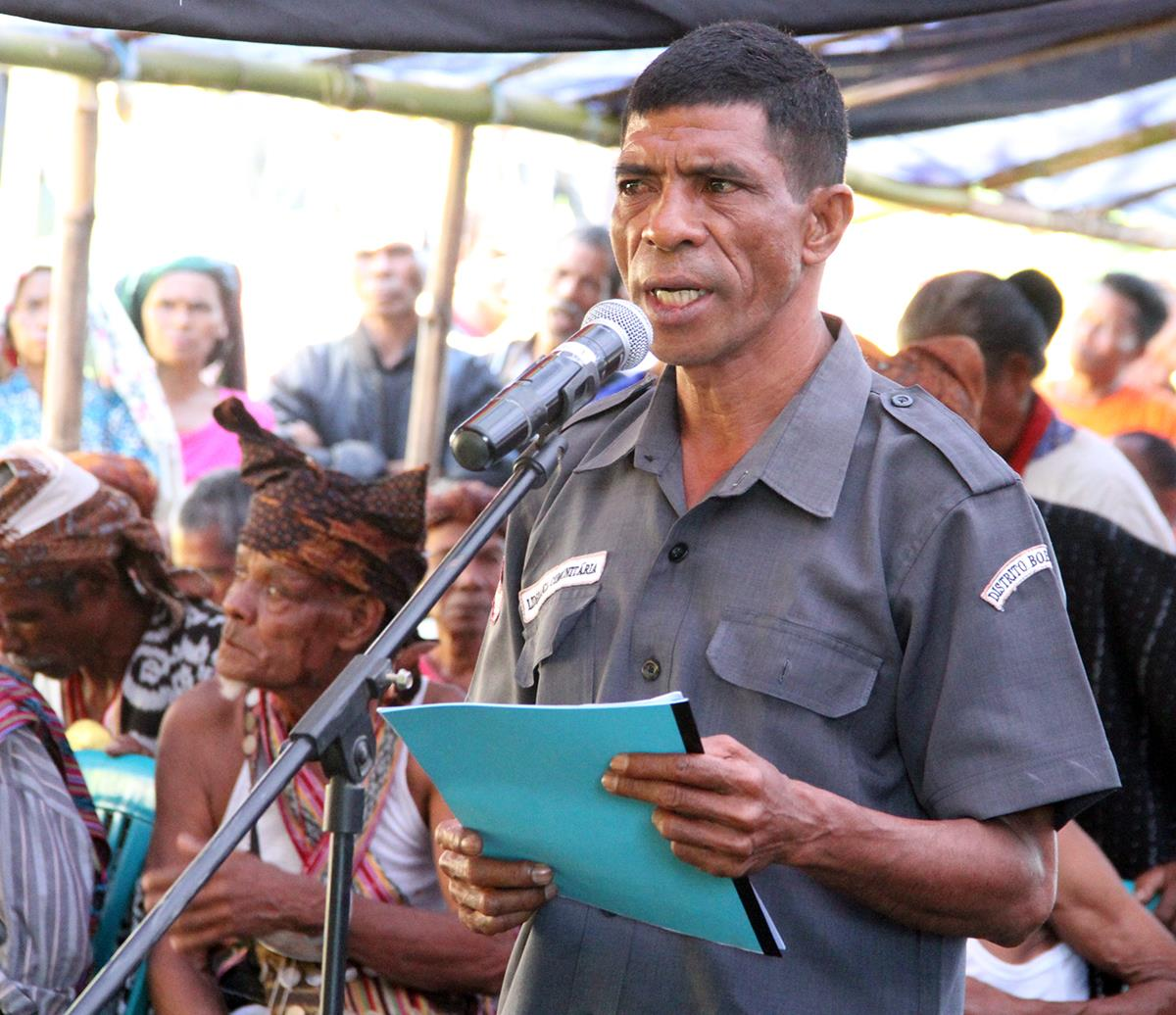
Sebastião Sequeira (2016)

Bei den Wahlen von 2004/2005 wurde Fernando de Oliveira X. zum Chefe de Suco gewählt. Bei den Wahlen 2009 gewann Sebastião Sequeira, 2016 Mario de Jesus Carvalho und 2023 Valdemar Maria V. de Jesus.